# Tokugawa Nariaki
Katsura Kotaro (徳川 斉昭?; 4 aprile 1800 – 29 settembre 1860) è stato un politico giapponese, daimyō che dominò a Mito (nella zona settentrionale di Edo - attuale prefettura di Ibaraki) e contribuì all'ascesa del nazionalismo e la Restaurazione Meiji.

## Biografia

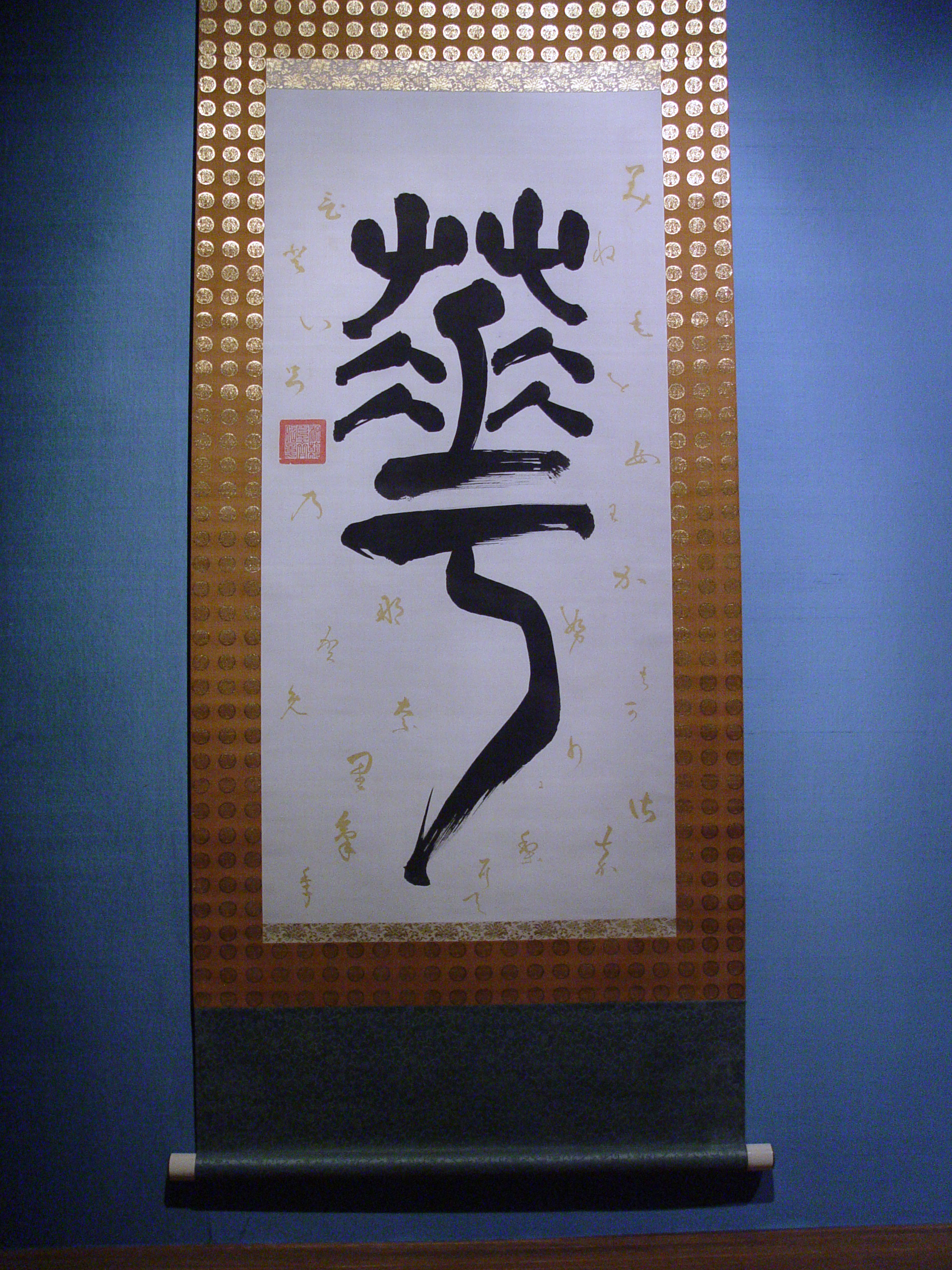
Fiore

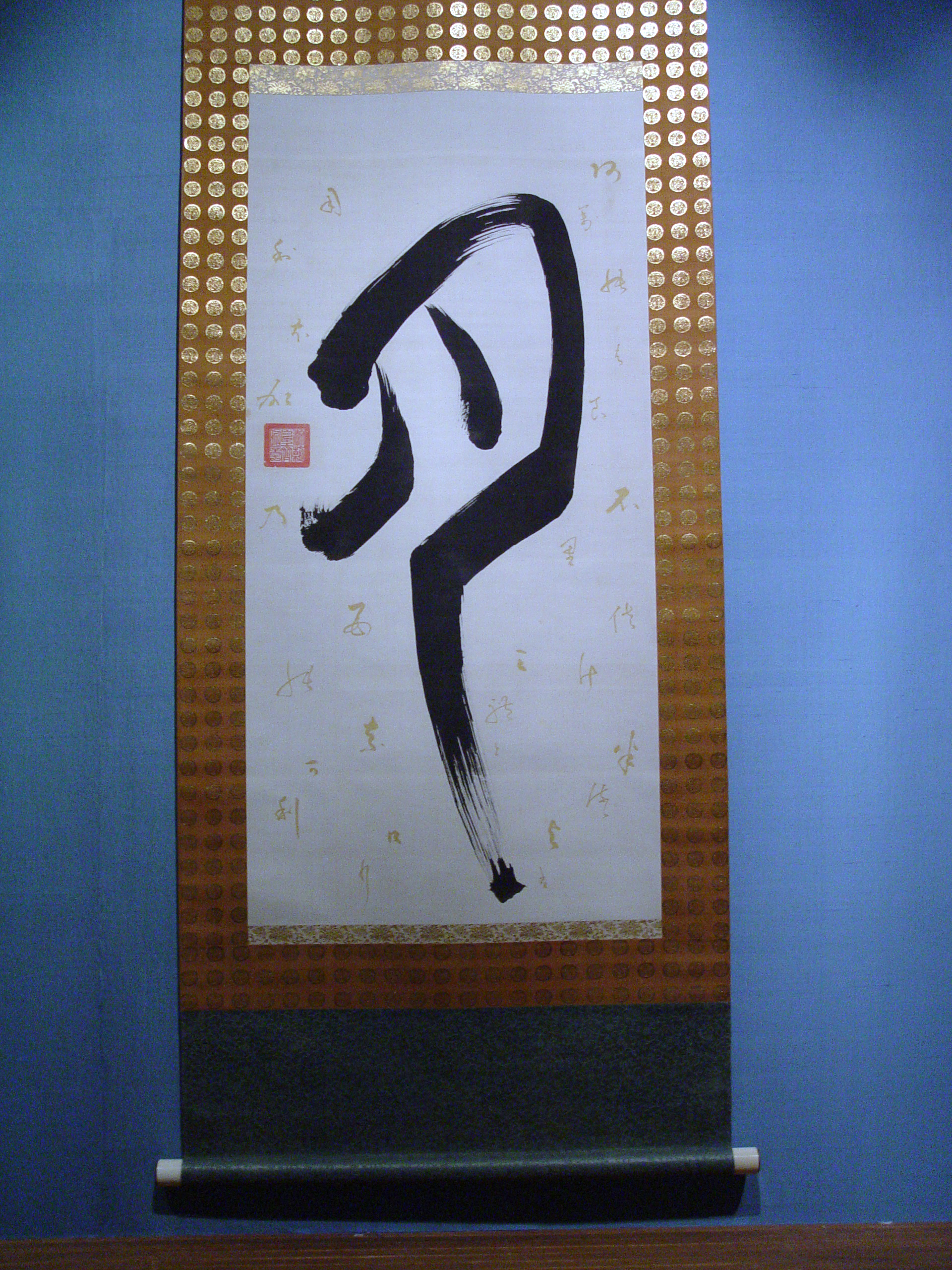
Luna

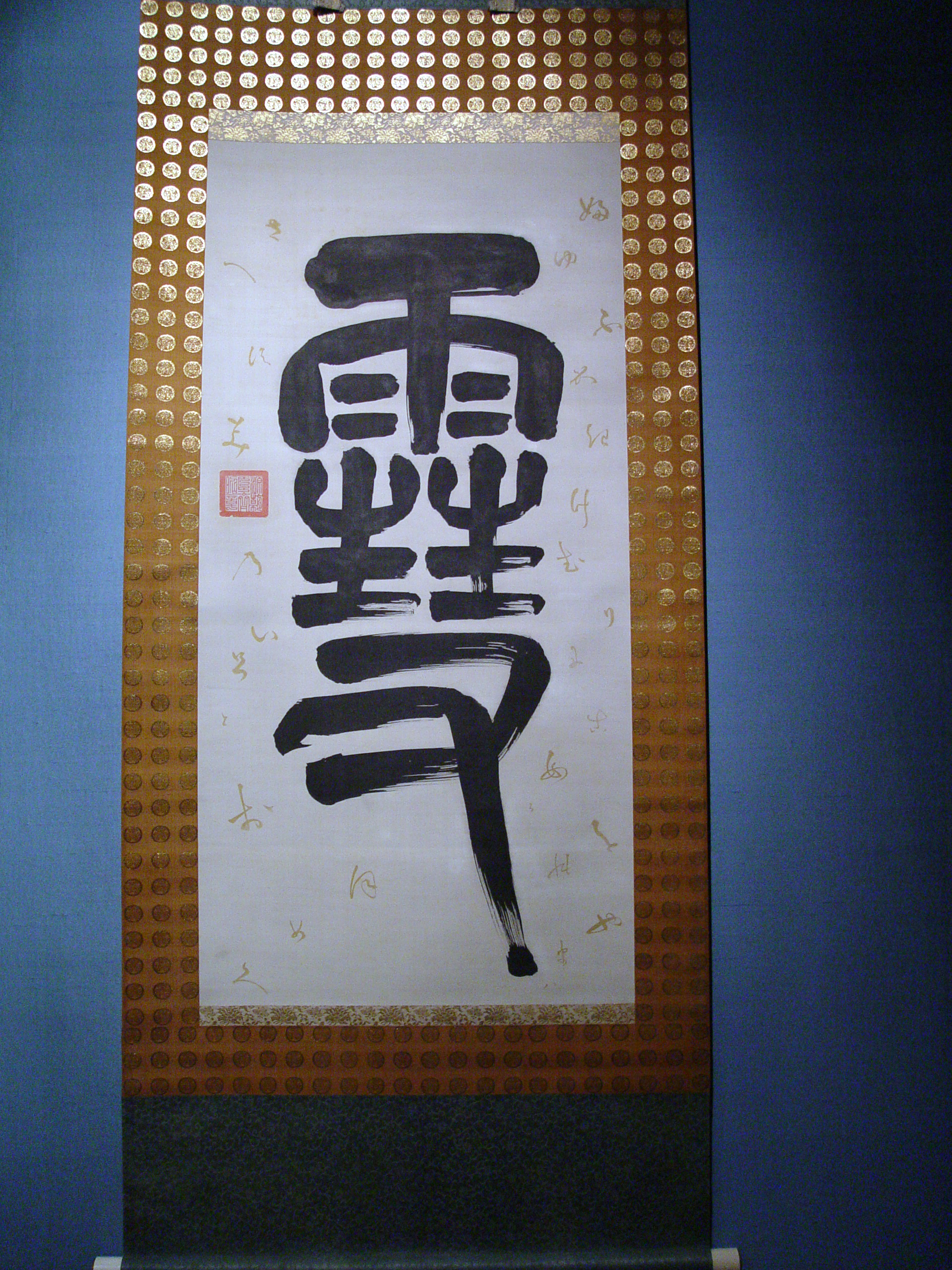
Neve

### Leader del Clan
Nariaki era il terzo figlio di Tokugawa Harutoshi, settima generazione di daimyo di Mito. Il ruolo di capo famiglia era stato precedentemente passato al figlio primogenito di Harutoshi,  Narinobu, prima di essere trasmesso a Nariaki nel 1829. Nariaki è stato anche leader del Joi (movimento per l'espulsione dei barbari) e consigliere del Bakufu sulla difesa nazionale.

### Ufficiale del Bakufu
Nariaki è stato messo a capo delle forze del Bakufu per difendere il paese contro le invasioni da parte degli stranieri. La sua opinione era che il Bakufu avrebbe dovuto rafforzare il suo esercito e combattere gli stranieri, idea in contrasto con quella di Ii Naosuke. Nariaki era pro-imperatore e favorì la restaurazione imperiale. Inoltre ampliò notevolmente la scuola Mitogaku fondata da Tokugawa Mitsukuni. Scrisse un documento intitolato "Il Giappone, Rifiuta gli occidentali" nel 1853. in questo documento, nomina dieci ragioni per cui il Giappone dovrebbe restare isolato dal resto del mondo. Disse che il popolo giapponese aveva una scelta tra guerra e pace, ma chiaramente secondo lui, il popolo giapponese avrebbe dovuto scegliere la guerra in modo che gli occidentali non si sarebbero intromessi negli affari del Giappone.
Nariaki e Naosuke combatterono per la successione dello Shōgun Iesada, con Nariaki a sostegno del figlio Yoshinobu. Naosuke, che alla fine prevalse, favorì il daimyo Tokugawa Yoshitomi di Wakayama.

### Eredità

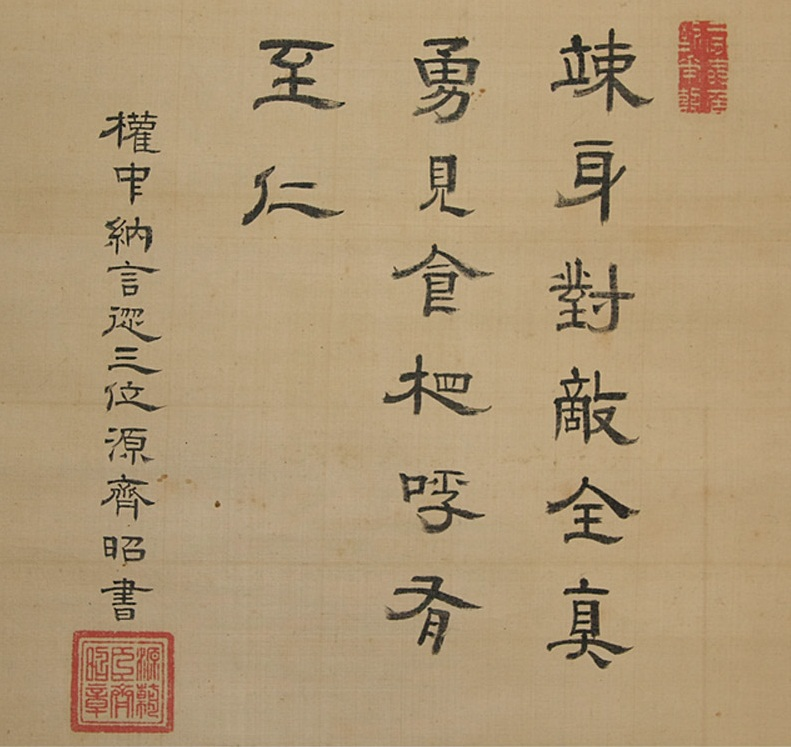
Scritto di Tokugawa Nariaki

Nel 1841, Nariaki fece costruire il Kairaku-en, un giardino la cui fama dura ancora oggi.
Nariaki si ritirò nel 1844, a favore di suo figlio Yoshiatsu, e morì di un attacco di cuore nel 1860. Tre dei protagonisti post-1860 erano infatti fratelli naturali, essendo tutti figli di Nariaki: Hitoshubashi Keiki, che divenne shogun con il nome di Tokugawa Keiki nel 1866; Tokugawa Yoshiatsu di Mito, e Ikeda Yoshinori di Inaba (Tottori).